# Schmalblättrige Spornblume
Die Schmalblättrige Spornblume (Centranthus angustifolius) ist eine Pflanzenart aus der Gattung der Spornblumen (Centranthus) in der Unterfamilie der Baldriangewächse (Valerianoideae). 

## Beschreibung

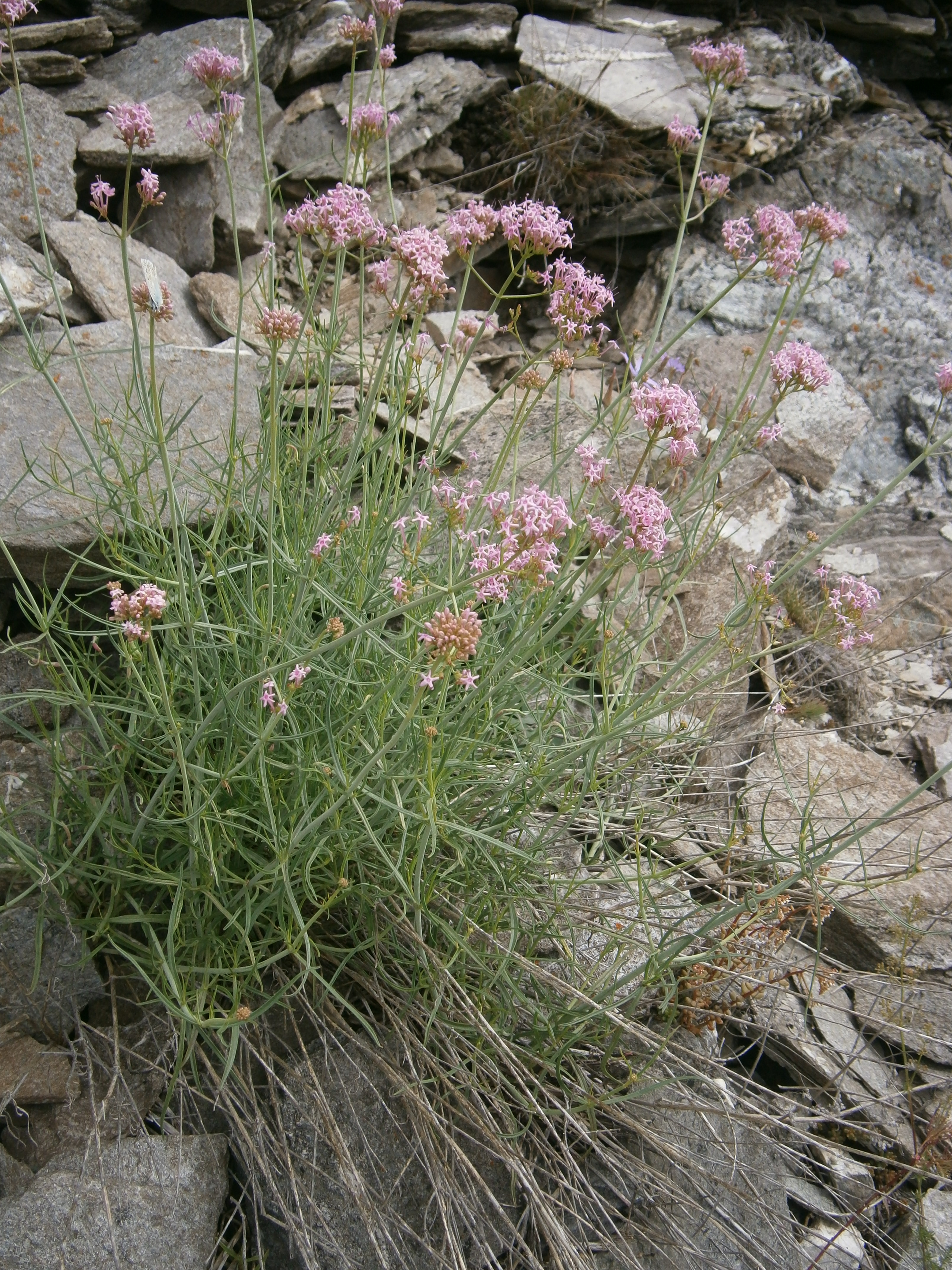
Schmalblättrige Spornblume (Centranthus angustifolius)

Die Schmalblättrige Spornblume ist eine ausdauernde Pflanze, die Wuchshöhen von bis zu 70 Zentimeter erreicht. Der Wurzelstock ist kurz und ästig. Der Stängel ist aufrecht und hat zahlreiche Blattpaare. Die Blätter sind sitzend, schmal lanzettlich, bis 10 Zentimeter lang und 0,6 Zentimeter breit, nur selten breiter. 
Die Blüten sind in dichten, dreispaltigen Trugdolden angeordnet. Die Krone ist rosa gefärbt und verwachsen. Sie hat eine 7 bis 12 Millimeter lange und am Grund gespornte Kronröhre, 5 ausgebreitete, bis 3 Millimeter lange Zipfel und nur ein Staubblatt. Der Sporn ist kürzer als die Röhre. Zur Blütezeit ist der Kelch nur ein ringförmiger Wulst, zur Fruchtzeit hat er 10 bis 25 federig behaarte Borsten.
Blütezeit ist von Juli bis August.
Die Chromosomenzahl beträgt 2n = 32.

## Vorkommen
Die Schmalblättrige Spornblume kommt in den Pyrenäen, in Südfrankreich, im Jura, sowie in den Westalpen bis Piemont und Savoyen und in den Abruzzen vor. Ihr Verbreitungsgebiet umfasst die Länder Spanien, Frankreich, Italien und die Schweiz. In Deutschland fehlt sie. Diese Art besiedelt Felsen und Kalkgeröll an sonnigen Standorten bis in Höhenlagen von 1600 Meter.
Die ökologischen Zeigerwerte nach Landolt & al. 2010 sind in der Schweiz: Feuchtezahl F = 2 (mäßig trocken), Lichtzahl L = 4 (hell), Reaktionszahl R = 5 (basisch), Temperaturzahl T = 4+ (warm-kollin), Nährstoffzahl N = 2 (nährstoffarm), Kontinentalitätszahl K = 4 (subkontinental).